# Копер (община)
Копер (на словенски: Mestna občina Koper) е една от дванадесетте градски общини на Словения. Разположена е на брега на Адриатическо море в югозападна Словения и е основана през 1994 г. Седалище на общината е едноименният град. Районът е включен в Обално-краищкия статистически регион от 1995 г. Общината е двуезична (словенски и италиански).

## Селища
Освен общинския център Копер общината включва и следните населени места:
- Абитанти
- Бабичи
- Баризони
- Безовица
- Белведур
- Бертоки
- Бонини
- Борщ
- Бочаи
- Бошамарин
- Брезовица при Градину
- Брежец при Подгорю
- Брич
- Бутари
- Ванганел
- Габровица при Чърнем Калу
- Гажон
- Галантичи
- Глем
- Градин
- Грачишче
- Гринтовец
- Гринян
- Декани
- Дилици
- Дол при Храстовлях
- Двори
- Елари
- Забавле
- Зазид
- Заниград
- Згорне Шкофие
- Жупанчичи
- Кампел
- Карли
- Кастелец
- Козловичи
- Коломбан
- Коромачи-Бошкини
- Кортине
- Кощабона
- Кубед
- Къркавце
- Кърница
- Лабор
- Лока
- Лопар
- Лукини
- Манжан
- Марезиге
- Маршичи
- Мовраж
- Монтинян
- Мочуниги
- Олика
- Осп
- Пераи
- Писари
- Плаве
- Побеги
- Подгоре
- Подпеч
- Полетичи
- Помян
- Попетре
- Праде
- Прапроче
- Прегара
- Предлока
- Преманчан
- Пуче
- Ракитивец
- Рижана
- Рожар
- Свети Антон
- Сирчи
- Смоквица
- Соколичи
- Соцерб
- Сочерга
- Сподне Шкофие
- Степани
- Съргаши
- Тинян
- Тополовец
- Требеше
- Трибан
- Трушке
- Туляки
- Търсек
- Фиерога
- Храстовле
- Хърватини
- Цепки
- Церей
- Чентур
- Чежари
- Чърни Кал
- Чърнотице
- Шалара
- Шеки
- Шкоцян